# USS Columbus (1774)
USS Columbus – amerykańska fregata z okresu wojny o niepodległość Stanów Zjednoczonych. Zbudowany w Filadelfii jako statek handlowy „Sally”, został przejęty przez Continental Navy w listopadzie 1775 roku.

## Historia
Pierwszą misją okrętu było zdobycie brytyjskich składów broni w rejonie Nassau 3 marca 1776 roku. Misja zakończyła się częściowym sukcesem, zdobyto zmagazynowane tam działa, jednak tylko część przechowywanego tam prochu.
27 marca 1778 roku, ścigany przez brytyjską eskadrę, wszedł na mieliznę w pobliżu Rhode Island. Po zdementowaniu wyposażenia został opuszczony przez załogę, a następnie spalony przez Brytyjczyków.